# Deutsches Automatenmuseum
Das Deutsche Automatenmuseum (DAM) ist ein Technikmuseum in der ostwestfälischen Stadt Espelkamp.

## Geschichte
Mit der amerikanischen Musikbox AMI B aus dem Jahre 1948 begann 1985 die Geschichte der Sammlung Gauselmann. Die nächsten Automaten wurden bei Auktionen weltweit ersteigert. Bereits nach zwei Jahren umfasste die Sammlung über 400 Exponate. 1988 wurde die Geschichte der Münzautomaten erstmals auch außerhalb des Unternehmens erlebbar gemacht.
Diese erste Ausstellung „Wenn der Groschen fällt…“ im Deutschen Museum München stieß auf ein großes Publikumsinteresse und markierte den Beginn des Vorhabens, die Wurzeln der Münzautomatenbranche der Öffentlichkeit vor Augen zu führen. Mit knapp 600 historischen Automaten öffnete das Museum Gauselmann 1995 in der Unternehmenszentrale der Gauselmann-Gruppe in Espelkamp seine Pforten.
Nach dem Erwerb einer umfangreichen Sammlung eines deutschen Automaten-Herstellers Ende 2001 wurde das Museum Gauselmann offiziell in „Deutsches Automatenmuseum“ umbenannt.
2007 ergänzte das Deutsche Automatenmuseum seinen Bestand mit weiteren 650 einzigartigen Automaten aus dem Besitz von Jean-Claude Baudot, Paris. Teil dieser Sammlung waren nicht nur Slot Machines, sondern auch Unterhaltungs- und Warenautomaten historische Glücksräder, Lotteriespiele und Pinballs.
Seit Oktober 2013 befindet sich das DAM am Schloss Benkhausen. Hier werden der breiten Öffentlichkeit circa 200 Exponate der insgesamt etwa 1800 in der Sammlung befindlichen Automaten präsentiert.

## Ausstellungsbereiche
Die Sammlungspräsentation ist in sieben Bereiche unterteilt, die jeweils eine Automatengattung repräsentieren:
- Waren- und Dienstleistungsautomaten
- Unterhaltungsautomaten
- Mechanische Musik
- Nadelspiele, Bomber und Flipper
- Glücksspielautomaten & Geldspielgeräte
- Geschicklichkeitsautomaten
- Musikboxen

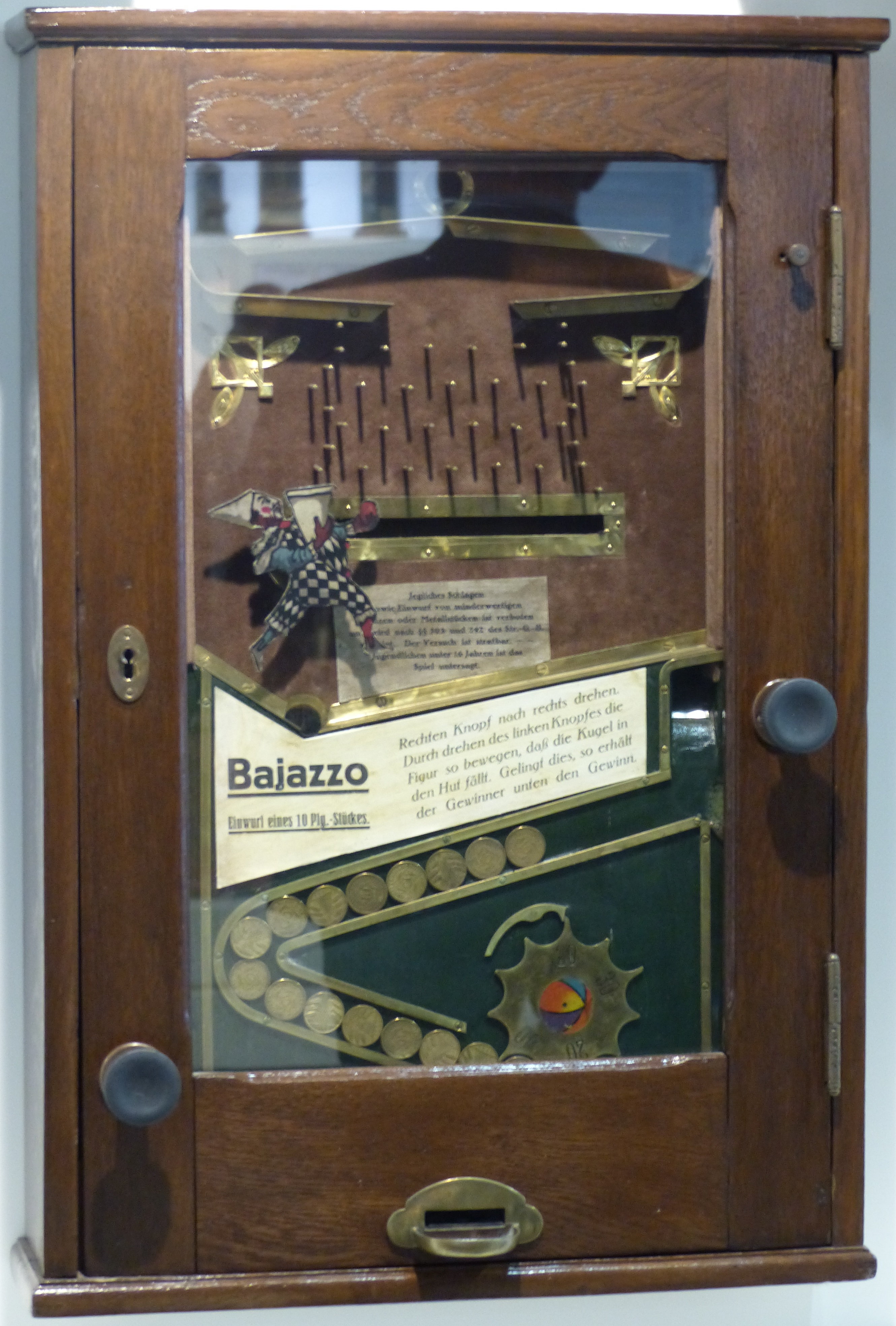
Bajazzo (Deutschland ab ca. 1905)
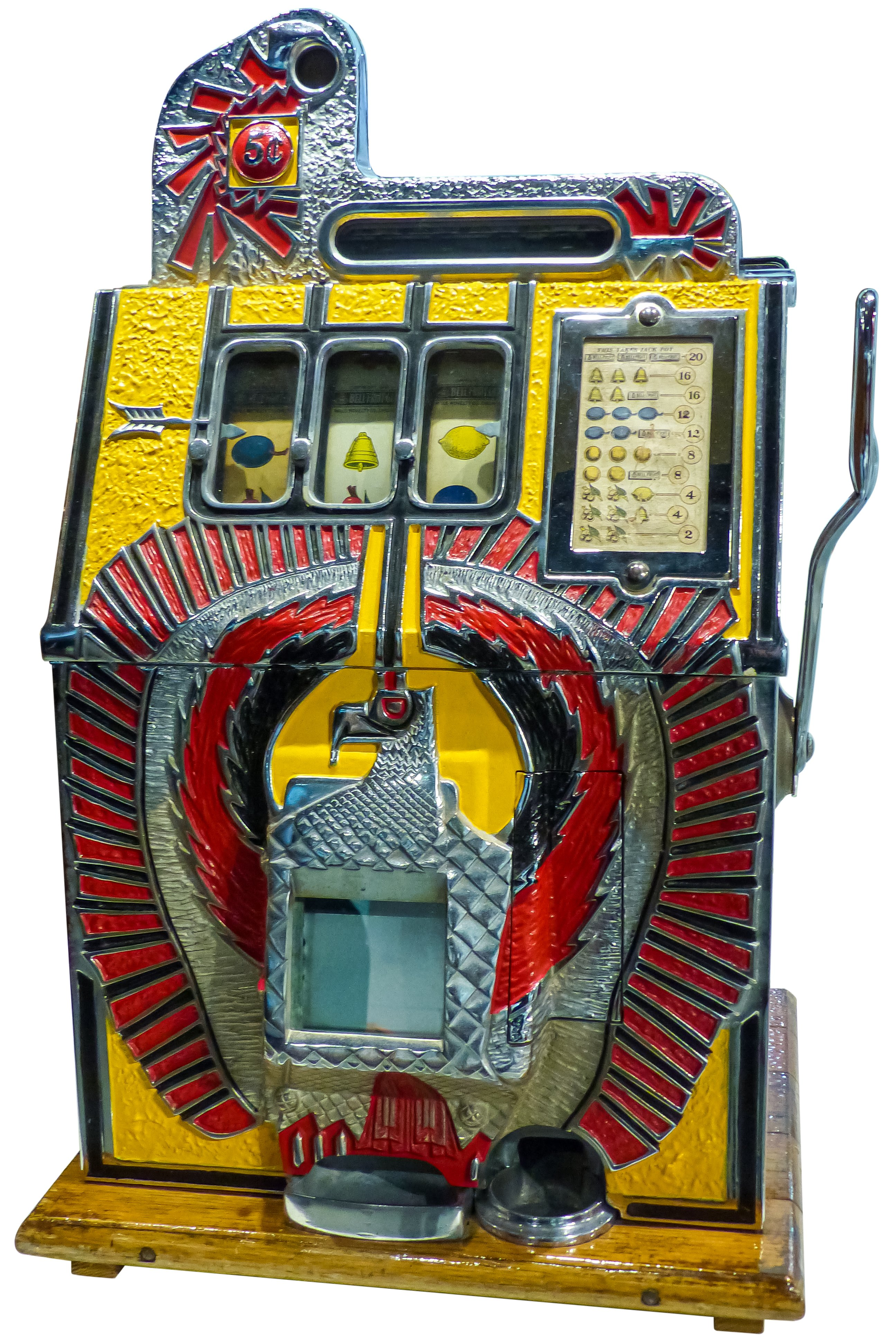
Slotmachine War Eagle, USA 1931
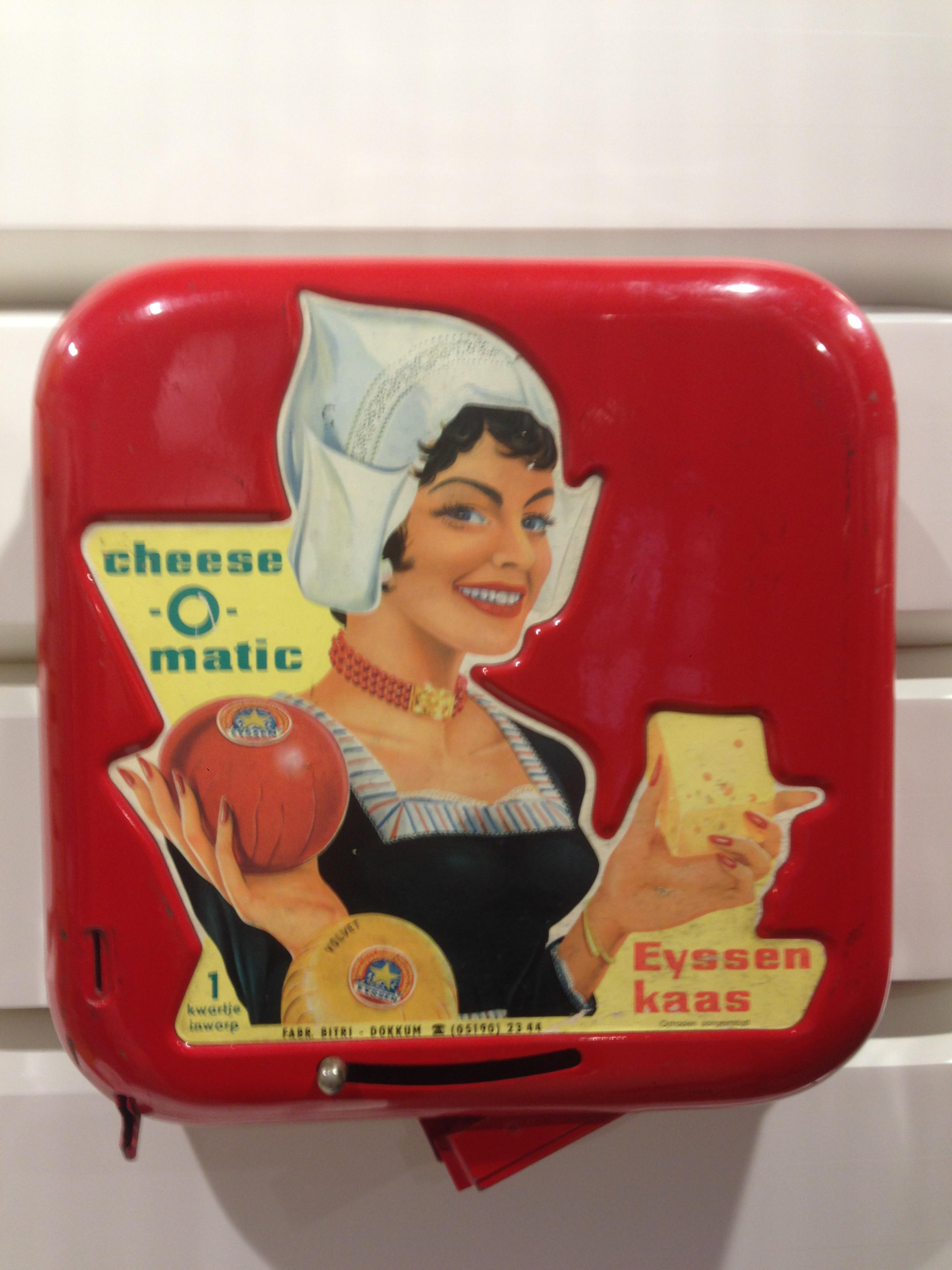
Käseverkaufsautomat, 1960er-Jahre, Niederlande